# Apogonichthyoides gardineri
Apogonichthyoides gardineri is een straalvinnige vissensoort uit de familie van de kardinaalbaarzen (Apogonidae). De wetenschappelijke naam van de soort was oorspronkelijk Apogon gardineri en is voor het eerst geldig gepubliceerd in 1908 door Charles Tate Regan. De soort werd aangetroffen in de eilandengroep Cargados Carajos tijdens de Percy Sladen Trust Expedition naar de Indische Oceaan in 1905. Ze is genoemd naar John Stanley Gardiner die de expeditie leidde.